# Первый выпуск стандартных марок Российской Федерации

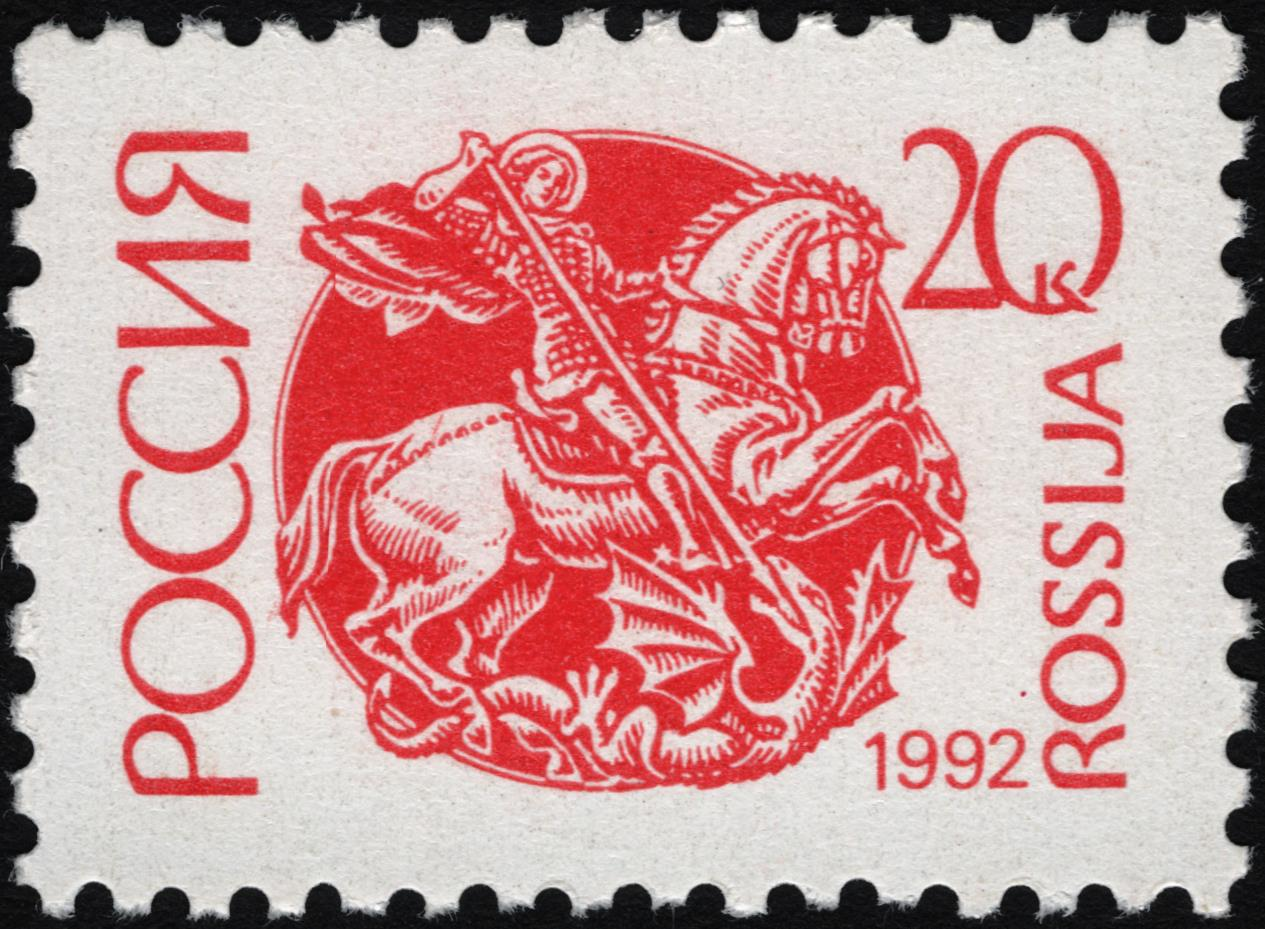
Георгий Победоносец. Первая марка 1-го стандартного выпуска России «Сооружения и памятники», 1992 год

Пе́рвый вы́пуск станда́ртных ма́рок Росси́йской Федера́ции (Первая серия стандартных марок Российской Федерации) — каталожное название четырёхлетней серии стандартных почтовых марок Российской Федерации 1992—1995 годов.
Эта стандартная серия имеет специальное название, встречающееся в немецком каталоге почтовых марок «Михель»:
- «Сооружения и памятники» (нем. Bauwerke und Denkmäler).

Художники рисунков марок: Ю. Н. Арцименев, В. Э. Коваль, М. Ларюшина, А. М. Московец, А. И. Шмидштейн.
Тридцать два выпуска первой серии, содержащие 98 почтовых марок с 23 рисунками на 32 номиналах, разбиваются по датам выпусков и по величине номиналов на две независимые неравнозначные группы (подсерии), состоящие из 82 и 16 марок.
- Первую группу составляют 18 рисунков на 27 номиналах с разновидностями от 10 копеек до 500 рублей, всего 82 марки, распределённых по 29 выпускам серии с 1‑го по 29‑й с периодом выхода 26-02-1992 — 24-03-1994. На марках одного номинала размещён только один рисунок, но один рисунок может находиться на двух разных номиналах. Если не учитывать повторных выпусков, то первоначальные издания этих выпусков разбиваются по периодам способа печати на три последовательные части.

|                   |                                  |                                  |                                  |                    |                    |
| № 1—2. 1-й выпуск | № 1—2. 1-й выпуск                | № 3—5. 2-й выпуск                | № 3—5. 2-й выпуск                | № 3—5. 2-й выпуск  |                    |
|                   |                                  |                                  |                                  |                    |                    |
| № 6—8. 4-й выпуск | № 6—8. 4-й выпуск                | № 6—8. 4-й выпуск                | № 9—11. 6-й выпуск               | № 9—11. 6-й выпуск | № 9—11. 6-й выпуск |
|                   |                                  |                                  |                                  |                    |                    |
| № 12. 9-й выпуск  | № 13—14. 1-я часть 10-го выпуска | № 13—14. 1-я часть 10-го выпуска | № 13—14. 1-я часть 10-го выпуска |                    |                    |

* Первую часть составляют четырнадцать отпечатанных офсетом (гравюра) марок, показанные слева. Они составляют шесть выпусков серии: 1‑й, 2‑й, 4-й, 6-й, 9-й и 1-ю часть 10-го, с периодом выхода 26-02-1992 — 18-08-1992. На 37 марках первой группы размещены вариации этих четырнадцати рисунков.
|                                  |  |  |  |
| № 15—17. 12-й выпуск             |  |  |  |
|                                  |  |  |  |
| № 18—21. 2-я часть 15-го выпуска |  |  |  |

- Вторую часть составляют семь отпечатанных глубокой печатью (гравюра) марок, показанные слева. Они составляют два выпуска серии: 12-й и 2-ю часть 15-го, с периодом выхода 10-09-1992 — 25-12-1992. На 29 марках первой группы размещены вариации этих семи рисунков.

|                      |                      |                                        |                                        |                      |                      |
| № 22—23. 16-й выпуск | № 22—23. 16-й выпуск | № 24—25. 1-я и 3-я марки 23-го выпуска | № 24—25. 1-я и 3-я марки 23-го выпуска | № 26—27. 27-й выпуск | № 26—27. 27-й выпуск |

- Третья часть включает шесть отпечатанных снова офсетом (гравюра) марок, показанные слева. Все эти марки переизданы с другим номиналом по более ранним миниатюрам. В них входят три выпуска серии: 16‑й, 23‑й и 27-й, с периодом выхода 25-01-1992 — 30-12-1993. На 16 марках первой группы размещены вариации этих шести рисунков.

- Из первоначальных изданий первой группы девять были переизданы с другими номиналами и цветом:

|           |            |           |            |            |             |
| «Марка» 6 | «Марка» 42 | «Марка» 7 | «Марка» 43 | «Марка» 12 | «Марка» 138 |

20 копеек — 50 копеек;
30 копеек — 80 копеек;
10 копеек — 150 рублей;
|            |             |            |            |            |             |
| «Марка» 13 | «Марка» 139 | «Марка» 20 | «Марка» 69 | «Марка» 32 | «Марка» 94A |

60 копеек — 300 рублей;
25 рублей — 75 рублей.
1 рубль — 4 рубля;
|            |             |            |            |            |            |
| «Марка» 33 | «Марка» 95A | «Марка» 41 | «Марка» 48 | «Марка» 59 | «Марка» 68 |

1,5 рубля — 6 рублей.
55 копеек — 25 копеек;
15 рублей — 45 рублей;
|                               |                                    |                                    |                                    |                                    |
| № 28. 1-я марка 30-го выпуска | № 29—32. 2—5-я марки 31-го выпуска | № 29—32. 2—5-я марки 31-го выпуска | № 29—32. 2—5-я марки 31-го выпуска | № 29—32. 2—5-я марки 31-го выпуска |

- Во вторую группу входят 5 рисунков на 5 номиналах с разновидностями от 750 до 5000 рублей, всего 16 марок, распределённых по 3 остальным выпускам с 30‑го по 32‑й с периодом выхода 26-01-1995 — 06-03-1995.

Если не учитывать флуоресценцию, то все марки серии разбиваются на четыре группы по техническим характеристикам:
- офсетная печать (гравюра) на мелованной флуоресцентной бумаге как в первом выпуске;
- офсетная печать (гравюра) на простой бумаге как в третьем выпуске;
- глубокая печать (гравюра) на мелованной флуоресцентной бумаге как в двенадцатом выпуске;
- глубокая печать (гравюра) на простой бумаге как в тринадцатом выпуске.

## Терминология
Первый выпуск стандартных марок Российской Федерации (Первая серия стандартных марок Российской Федерации) — каталожное название четырёхлетней серии стандартных почтовых марок СССР, которая выпускалась в течение 1992—1995 годов.
Эта стандартная серия почтовых марок имеет специальное название, встречающееся в специальном немецком каталоге почтовых марок «Михель»:
- «Сооружения и памятники» (нем. Bauwerke und Denkmäler)[4].

Верификация первого стандартного выпуска.
- Российский специализированный каталог Петрищева. Цитата: «1992 февраль — март 1995. Первый стандартный выпуск». Этот выпуск явно назван первым[1].
- Российский специализированный каталог «Стандарт-Коллекция». Цитата: «1992—1995». Этот выпуск представлен как самостоятельный, но без номера[5].
- Английский специализированный каталог «Стэнли Гиббонс». Цитата: “1992 (26 Feb)–95”. Этот выпуск представлен как самостоятельный, но без номера[3].
- Американский специализированный каталог «Скотт». Цитаты с датами: “1992, Feb. 20”, “1992–95”. Этот выпуск представлен как самостоятельный из двух связанных ссылками частей, но без номера[6].
- Французский каталог«Ивер и Телье». Цитата с текстом «1992—1993. Стандартная серия. Национальные символы. Флуоресцентная бумага»: « 1992-93. - Série courante. Symboles nationaux. Papier fluorescent », « 1991. - Série courante ». Этот выпуск представлен как самостоятельный из пяти связанных ссылками частей, но без номера[7].
- Российский специализированный каталог Маргарян. Цитата: «1992. 26 февраля — 30 апреля. Первый стандартный выпуск». Этот выпуск явно назван первым и представлен как самостоятельный из многих связанных названием частей[8].
- Российский ежегодный каталог почтовых марок Российской Федерации. Цитата: «Первый стандартный выпуск почтовых марок Российской Федерации (начало серии). 1992. Февраль, 26 — апрель, 30». Этот выпуск явно назван первым[2].
- Немецкий специализированный каталог «Михель». Цитата «26 февраля — 30 апреля 1992. Стандартные марки: Сооружения и памятники»: „1992, 26. Febr./30. April. Freimarken: Bauwerke und Denkmäler“. Этот выпуск представлен как самостоятельный из многих связанных ссылками частей, но без номера[4].

Флуоресцентная бумага — вид бумаги, в состав которой входят специальные добавки — флуоресцентные пигменты. Такая бумага светится обычным светом в ультрафиолетовых (UV) лучах. По данным АО «Гознак» в 1976—1991 годах большинство почтовых марок СССР печаталось на мелованной бумаге. Поэтому при описании марок в некоторых каталогах сведения о бумаге приводятся только в тех случаях, когда она отличается от мелованной флуоресцентной. Цвет и интенсивность свечения в УФ-излучении зависит от нескольких факторов: от состава флуоресцентных пигментов и их количества, от состава мелового слоя и от длины волны УФ-излучения.
Художники рисунков марок: Ю. Н. Арцименев и В. Э. Коваль.
Размер всех марок 26 × 18,5 мм, размер рисунков 21,5 × 14 мм.
Зубцовка гребенчатая 12½:12 (офсетная печать) и рамочная 11½:12 (глубокая печать). Для первой стандартной серии такая зубцовка позволяет перейти от зубцовки просто к количеству зубцов по краям марок:
- длинная сторона:

- длинная горизонтальная сторона всех марок с гребенчатой зубцовкой имеет 16 зубцов, что позволяет по ширине марки вычислить более точно приблизительное значение зубцовки: (16/26 мм) × 20 мм ≈ 12,3, поэтому зубцовку вполне можно принять за 12½, но лучше за 12¼;
- длинная горизонтальная сторона всех марок с рамочной зубцовкой имеет 15 зубцов, что позволяет по ширине марки вычислить более точно приблизительное значение зубцовки: (15/26 мм) × 20 мм ≈ 11,5, поэтому зубцовка однозначно принимается за 11½;

- короткая вертикальная сторона всех марок имеет 11 зубцов, что позволяет по высоте марки вычислить более точно приблизительное значение зубцовки: (11/18,5 мм) × 20 мм ≈ 11,9, поэтому зубцовка однозначно принимается за 12.

## История
* В качестве первого выпуска серии 26 февраля 1992 года вышли две миниатюры номиналами 20 и 30 копеек, на которых художник В. Э. Коваль изобразил Георгия Победоносца и Монумент «Тысячелетие России» соответственно. Они были отпечатаны офсетом (гравюра) на мелованной флуоресцентной бумаге и переизданы на простой бумаге с флуоресценцией и без 30 апреля 1992 года как третий выпуск. С другими номиналами и цветом переизданы офсетом (гравюра) на мелованной флуоресцентной бумаге в составе десятого выпуска.
* Второй выпуск серии вышел сразу после первого 20 апреля 1992 года и состоял уже из трёх миниатюр номиналами 10, 60 копеек и 2 рубля, на которых тот же художник В. Э. Коваль изобразил Золотые ворота во Владимире, Памятник Минину и Пожарскому в Москве и Храм Василия Блаженного в Москве соответственно. Они были отпечатаны офсетом (гравюра) на мелованной флуоресцентной бумаге и были перевыпущены на простой бумаге: марка номиналом 10 копеек переиздана 5 июня 1992 года как пятый выпуск на бумаге с флуоресценцией и без, номиналом 60 копеек — 10 июля 1992 года в составе седьмого выпуска без флуоресценции и 2 рубля — 18 августа 1992 года в составе десятого выпуска на бумаге с флуоресценцией и без. С другими номиналами и цветом марки 10 и 60 копеек переизданы офсетом (гравюра) на мелованной флуоресцентной бумаге как двадцать седьмой выпуск.
* Быстро вышел и четвёртый выпуск серии 26 мая 1992 года, включающий также три миниатюры номиналами 10, 25 и 100 рублей, на которых художник В. Э. Коваль изобразил Исаакиевский собор в Санкт-Петербурге, а художник Ю. Н. Арцименев — памятник Юрию Долгорукому в Москве и Московский Кремль соответственно. Они были отпечатаны снова офсетом (гравюра) на мелованной флуоресцентной бумаге и были перевыпущены на простой бумаге с флуоресценцией и без: марки номиналами 10 и 25 рублей переизданы 10 июля 1992 года в составе седьмого выпуска, марка номиналом 100 рублей — 25 декабря 1992 года как первая часть пятнадцатого выпуска. С другими номиналом и цветом марка 25 рублей переиздана офсетом (гравюра) на мелованной флуоресцентной бумаге в составе шестнадцатого выпуска.
* Через месяц вышел шестой выпуск серии 25 июня 1992 года, включающий также три миниатюры номиналами 1, 1,5 и 5 рублей, на которых художник В. Э. Коваль изобразил Музей-заповедник «Кижи»: Кижский погост в Карелии и Памятник Петру I в Санкт-Петербурге, а художник Ю. Н. Арцименев — Особняк Арсения Морозова в Москве соответственно. Они были отпечатаны снова офсетом (гравюра) на мелованной флуоресцентной бумаге и были перевыпущены на простой бумаге с флуоресценцией и без: марка номиналом 1 рубль переиздана 24 июля 1992 года как восьмой выпуск, марки номиналами 1,5 и 5 рублей — 28 августа 1992 года как одиннадцатый выпуск. С другими номиналами и цветом две марки переизданы офсетом (гравюра) на простой бумаге как двадцать третий выпуск: марка 1 рубль с флуоресценцией и без, марка 1,5 рубля только без флуоресценции .
* 11 августа 1992 года вышел девятый выпуск серии из одной миниатюры номиналами 55 копеек, на которой художник В. Э. Коваль изобразил Триумфальные ворота в Москве. Они были отпечатана снова офсетом (гравюра) на мелованной флуоресцентной бумаге. С другим номиналом и цветом марка переиздана глубокой печатью (гравюра) на мелованной флуоресцентной бумаге как вторая марка двенадцатого выпуска.
* Сразу после него 18 августа 1992 года вышла первая часть десятого выпуска серии, состоящая из двух миниатюр номиналами 50 и 80 копеек — переизданные с другими номиналами и цветом обе марки первого выпуска, на которых художник В. Э. Коваль изобразил Георгия Победоносца и монумент «Тысячелетие России» соответственно. Они были отпечатаны снова офсетом (гравюра) на мелованной флуоресцентной бумаге и, в свою очередь, переизданы на простой бумаге без флуоресценции 6 ноября 1992 года как первая часть четырнадцатого выпуска.
* 10 сентября 1992 года вышел двенадцатый выпуск серии из трёх миниатюр номиналами 15 и 25 копеек и 3 рубля, причём марка 25 копеек — это переизданная с другими номиналами и цветом марка девятого выпуска. На эти марках художник Ю. Н. Арцименев изобразил Псковский Кремль, а художник В. Э. Коваль — соответственно Триумфальные ворота и Третьяковскую галерею в Москве. Они были отпечатаны глубокой печатью (гравюра) на мелованной флуоресцентной бумаге и затем перевыпущены: марки номиналами 15 и 25 копеек переизданы 30 октября 1992 года как тринадцатый выпуск на простой бумаге без флуоресценции, марка номиналом 3 рубля — 6 ноября 1992 года в составе четырнадцатого выпуска на простой бумаге с флуоресценцией и без. Также марки были переизданы офсетом на простой бумаге: марка 15 копеек — 29 января 1993 года на бумаге без флуоресценции как семнадцатый выпуск, марка 3 рубля — 31 мая 1993 года на бумаге с флуоресценцией и без как двадцать второй выпуск.
* 25 декабря 1992 года вышла вторая часть пятнадцатого выпуска серии из четырёх миниатюр номиналами 15, 50, 250 и 500 рублей, на которых художник Ю. Н. Арцименев изобразил скульптурную композицию «Укрощение коня человеком» на Аничковом мосту в Санкт-Петербурге, Ростовский кремль в Ярославской области, Церковь Покрова на Нерли во Владимирской области и Главное здание Московского государственного университета имени М. В. Ломоносова соответственно. Они были отпечатана глубокой печатью (гравюра) на мелованной флуоресцентной бумаге и переизданы на простой бумаге: марка 15 рублей с флуоресценцией и без — 6 мая 1993 года как двадцатый выпуск, марка 50 рублей с флуоресценцией и без — 7 мая 1993 года как двадцать первый выпуск, марка 250 рублей с флуоресценцией и без — 29 июня 1993 года как первая марка двадцать четвёртого выпуска и марка 500 рублей без флуоресценции — 29 июня 1993 года как вторая марка двадцать четвёртого выпуска. С другим номиналом и цветом марка 15 рублей переиздана офсетом (гравюра) на мелованной флуоресцентной бумаге в составе шестнадцатого выпуска. Также переизданы офсетом (гравюра) на простой бумаге с флуоресценцией и без: марка 15 рублей — 4 февраля 1993 года как восемнадцатый выпуск, марка 50 рублей — 28 октября 1993 года как двадцать шестой выпуск, марка 250 рублей — 3 марта 1994 года как первая марка двадцать восьмого выпуска, марка 500 рублей — 24 марта 1994 года как двадцать девятый выпуск.
* В следующем году 25 января 1993 года вышел шестнадцатый выпуск серии, состоящий из двух миниатюр номиналами 45 и 75 рублей — переизданные с другими номиналами и цветом: первая марка второй части пятнадцатого выпуска и вторая марки четвёртого выпуска соответственно, на которых художник Ю. Н. Арцименев изобразил скульптурную композицию «Укрощение коня человеком» на Аничковом мосту в Санкт-Петербурге и памятник Юрию Долгорукому в Москве соответственно. Они были отпечатаны опять офсетом (гравюра) на мелованной флуоресцентной бумаге и, в свою очередь, переизданы 29 апреля 1993 года на простой бумаге как девятнадцатый выпуск: марка 45 рублей только на бумаге без флуоресценции, марка 75 рублей на бумаге с флуоресценцией и без.
* В этом же году 4 июня 1993 года вышел двадцать третий выпуск серии, состоящий из переизданных с другими номиналами и цветом марок шестого выпуска: двух разновидностей номиналом 4 рубля первой марки и одной разновидности номиналом 6 рублей второй марки, на которых художник В. Э. Коваль изобразил музей-заповедник «Кижи» в Карелии и памятник Петру I в Санкт-Петербурге соответственно. Они были отпечатаны снова офсетом (гравюра) на простой бумаге: марка 4 рубля на бумаге с флуоресценцией и без, марка 6 рублей только на бумаге без флуоресценции, и, в свою очередь, переизданы 15 июля 1993 года на мелованной флуоресцентной бумаге как двадцать пятый выпуск.
* Под Новый год 30 декабря 1993 года вышел двадцать седьмой выпуск серии, состоящий из переизданных с другими номиналами и цветом первой и второй марки второго выпуска, на которых художник В. Э. Коваль изобразил Золотые ворота во Владимире на марке 150 рублей и памятник Минину и Пожарскому в Москве на марке 300 рублей. Они были отпечатаны снова офсетом (гравюра) на мелованной флуоресцентной бумаге, и, в свою очередь, переизданы 3 марта 1994 года на простой бумаге с флуоресценцией и без соответственно как вторая и третья марки двадцать восьмого выпуска.
* Через год, 26 января 1995 года, вышел тридцатый выпуск серии, состоящий из миниатюры номиналом 1000 рублей, на которых художник А. М. Московец изобразил Петропавловскую крепость в Санкт-Петербурге. Она была отпечатана офсетом (гравюра) на простой бумаге и сразу переиздана 21 февраля 1995 года на мелованной флуоресцентной бумаге как первая марка тридцать первого выпуска.
* Через четыре года после первого выпуска серии 21 февраля 1995 года вышел тридцать первый выпуск, миниатюры которого со вторую по пятую имеют номиналы 750, 1500, 2500 и 5000 рублей. На них соответственно изображены: Российская государственная библиотека в Москве, художник М. Ларюшина; Государственный музей изобразительных искусств имени А. С. Пушкина в Москве, художник А. И. Шмидштейн; Главное адмиралтейство в Санкт-Петербурге, художник А. М. Московец; Государственный академический Большой театр России в Москве, художник А. И. Шмидштейн. Они были отпечатаны офсетом (гравюра) на мелованной флуоресцентной бумаге и переизданы на простой бумаге с флуоресценцией и без 6 марта 1995 года как тридцать второй выпуск.

## Марки в одной таблице
Все 98 марок с 32 номиналами первой стандартной серии можно расположить в форме одной таблицы.
Марки расположены в ячейках таблицы в соответствии со своими следующими характеристиками:
- способ печати: офсет или глубокая печать;
- бумага: мелованная или простая;
- бумага и краска: флуоресцентная или нет.

Каждая строка таблицы состоит из марок одного номинала (и одного рисунка). Заголовок строк содержит следующую информацию:
- номер номинала марки в порядке возрастания;
- номинал марки;
- имя художника марки: Ю. Н. Арцименев, В. Э. Коваль, М. Ларюшина, А. М. Московец, А. И. Шмидштейн;
- название рисунка марка.

Образцы марок расположены в ячейках таблицы и состоят из следующих данных:
- копия марки (если есть);
- дата выпуска марки;
- номер выпуска в виде верхнего индекса у даты;
- номер АО «Марка» марки в каталоге;
- цвет марки по каталогу.

При отсутствии в первой стандартной серии данного типа марки в ячейке ставится прочерк (—).
| № п/п. Номинал, художник, рисунок                                                       | Вид печати:                                  | Вид печати:                                   | Вид печати:                                                               | Вид печати:                                       | Вид печати:                                       | Вид печати:                                       |
| № п/п. Номинал, художник, рисунок                                                       | офсет (зубцов 16 × 11, зубцовка 12½:12)      | офсет (зубцов 16 × 11, зубцовка 12½:12)       | офсет (зубцов 16 × 11, зубцовка 12½:12)                                   | глубокая печать (зубцов 15 × 11, зубцовка 11½:12) | глубокая печать (зубцов 15 × 11, зубцовка 11½:12) | глубокая печать (зубцов 15 × 11, зубцовка 11½:12) |
| № п/п. Номинал, художник, рисунок                                                       | Бумага                                       |                                               |                                                                           |                                                   |                                                   |                                                   |
| № п/п. Номинал, художник, рисунок                                                       | мелованная                                   | простая                                       | простая                                                                   | мелованная                                        | простая                                           | простая                                           |
| № п/п. Номинал, художник, рисунок                                                       | Флуоресценция:                               |                                               |                                                                           |                                                   |                                                   |                                                   |
| № п/п. Номинал, художник, рисунок                                                       | есть                                         | нет                                           | есть                                                                      | есть                                              | нет                                               | есть                                              |
| 82 марки первой группы                                                                  |                                              |                                               |                                                                           |                                                   |                                                   |                                                   |
| № 1. 10 к., В. Э. Коваль, Золотые ворота во Владимире                                   | 1992-04-202, «Марка» 12, жёлто-коричневая    | 1992-06-055, «Марка» 12A, жёлто-коричневая    | 1992-06-055, «Марка» 12AUV, жёлто-коричневая                              | —                                                 | —                                                 | —                                                 |
| № 2. 15 к., Ю. Н. Арцименев, Псковский Кремль                                           | —                                            | 1993-01-2917, «Марка» 47B, коричневая         | —                                                                         | 1992-09-1012, «Марка» 47, коричневая              | 1992-10-3013, «Марка» 47A, коричневая             | —                                                 |
| № 3. 20 к., В. Э. Коваль, Георгий Победоносец                                           | 1992-02-261, «Марка» 6, красная              | 1992-04-303, «Марка» 6A, красная              | 1992-04-303, «Марка» 6AUV, красная                                        | —                                                 | —                                                 | —                                                 |
| № 4. 25 к., В. Э. Коваль, Триумфальные ворота в Москве                                  | —                                            | —                                             | —                                                                         | 1992-09-1012, «Марка» 48, светло-коричневая       | 1992-10-3013, «Марка» 48A, светло-коричневая      | —                                                 |
| № 5. 30 к., В. Э. Коваль, монумент «Тысячелетие России»                                 | 1992-02-261, «Марка» 7, чёрная               | 1992-04-303, «Марка» 7A, серо-чёрная          | 1992-04-303, «Марка» 7AUV, серо-чёрная                                    | —                                                 | —                                                 | —                                                 |
| № 6. 50 к., В. Э. Коваль, Георгий Победоносец                                           | 1992-08-1810, «Марка» 42, сине-серая         | 1992-11-0614, «Марка» 42A, сине-серая         | —                                                                         | —                                                 | —                                                 | —                                                 |
| № 7. 55 к., В. Э. Коваль, Триумфальные ворота в Москве                                  | 1992-08-119, «Марка» 41, сине-серая          | —                                             | —                                                                         | —                                                 | —                                                 | —                                                 |
| № 8. 60 к., В. Э. Коваль, Памятник Минину и Пожарскому в Москве                         | 1992-04-202, «Марка» 13, зелёная             | 1992-07-107, «Марка» 13A, зелёная             | —                                                                         | —                                                 | —                                                 | —                                                 |
| № 9. 80 к., В. Э. Коваль, монумент «Тысячелетие России»                                 | 1992-08-1810, «Марка» 43, тёмно-вишнёвая     | 1992-11-0614, «Марка» 43A, тёмно-вишнёвая     | —                                                                         | —                                                 | —                                                 | —                                                 |
| № 10. 1 р., В. Э. Коваль, Музей-заповедник «Кижи» в Карелии                             | 1992-06-256, «Марка» 32, жёлто-оливковая     | 1992-07-248, «Марка» 32A, жёлто-оливковая     | 1992-07-248, «Марка» 32AUV, жёлто-оливковая                               | —                                                 | —                                                 | —                                                 |
| № 11. 1,5 р., В. Э. Коваль, Медный всадник в Санкт-Петербурге                           | 1992-06-256, «Марка» 33, зелёно-оливковая    | 1992-08-2811, «Марка» 33A, зелёно-оливковая   | 1992-08-2811, «Марка» 33AUV, зелёно-оливковая                             | —                                                 | —                                                 | —                                                 |
| № 12. 2 р., В. Э. Коваль, Храм Василия Блаженного в Москве                              | 1992-04-202, «Марка» 14, синяя               | 1992-08-1810, «Марка» 14A, синяя              | 1992-08-1810, «Марка» 14AUV, синяя                                        | —                                                 | —                                                 | —                                                 |
| № 13. 3 р., В. Э. Коваль, Третьяковская галерея в Москве                                | —                                            | 1993-05-3122, «Марка» 49B, красная            | 1993-05-3122, «Марка» 49BUV, красная                                      | 1992-09-1012, «Марка» 49, коричнево-красная       | 1992-11-0614, «Марка» 49A, коричнево-красная      | 1992-11-0614, «Марка» 49AUV, коричнево-красная    |
| № 14. 4 р., В. Э. Коваль, Музей-заповедник «Кижи» в Карелии                             | 1993-07-1525, «Марка» 94, вишнёво-коричневая | 1993-06-0423, «Марка» 94A, вишнёво-коричневая | 1993-06-0423, «Марка» 94AUV, вишнёво-коричневая                           | —                                                 | —                                                 | —                                                 |
| № 15. 5 р., Ю. Н. Арцименев, Особняк Арсения Морозова в Москве                          | 1992-06-256, «Марка» 34, серо-зелёная        | 1992-08-2811, «Марка» 34A, серо-зелёная       | 1992-08-2811, «Марка» 34AUV, серо-зелёная                                 | —                                                 | —                                                 | —                                                 |
| № 16. 6 р., В. Э. Коваль, Медный всадник в Санкт-Петербурге                             | 1993-07-1525, «Марка» 95, синяя              | 1993-06-0423, «Марка» 95A, синяя              | —                                                                         | —                                                 | —                                                 | —                                                 |
| № 17. 10 р., В. Э. Коваль, Исаакиевский собор в Санкт-Петербурге                        | 1992-05-264, «Марка» 19, синяя               | 1992-07-107, «Марка» 19A, синяя               | 1992-07-107, «Марка» 19AUV, синяя                                         | —                                                 | —                                                 | —                                                 |
| № 18. 15 р., Ю. Н. Арцименев, «Укрощение коня человеком» в Санкт-Петербурге             | —                                            | 1993-02-0418, «Марка» 59B, коричневая         | 1993-02-0418, «Марка» 59BUV, коричневая                                   | 1992-12-2515, «Марка» 59, коричневая              | 1993-05-0620, «Марка» 59A, коричневая             | 1993-05-0620, «Марка» 59AUV, коричневая           |
| № 19. 25 р., Ю. Н. Арцименев, Памятник Юрию Долгорукому в Москве                        | 1992-05-264, «Марка» 20, пурпурно-лиловая    | 1992-07-107, «Марка» 20A, пурпурно-лиловая    | 1992-07-107, «Марка» 20AUV, пурпурно-лиловая                              | —                                                 | —                                                 | —                                                 |
| № 20. 45 р., Ю. Н. Арцименев, «Укрощение коня человеком» в Санкт-Петербурге             | 1993-01-2516, «Марка» 68, тёмно-синяя        | 1993-04-2919, «Марка» 68A, тёмно-синяя        | —                                                                         | —                                                 | —                                                 | —                                                 |
| № 21. 50 р., Ю. Н. Арцименев, Ростовский кремль в Ярославской области                   | —                                            | 1993-10-2826, «Марка» 60B, фиолетовая         | 1993-10-2826, «Марка» 60BUV, фиолетовая                                   | 1992-12-2515, «Марка» 60, сине-фиолетовая         | 1993-05-0721, «Марка» 60A, сине-фиолетовая        | 1993-05-0721, «Марка» 60AUV, сине-фиолетовая      |
| № 22. 75 р., Ю. Н. Арцименев, Памятник Юрию Долгорукому в Москве                        | 1993-01-2516, «Марка» 69, тёмно-вишнёвая     | 1993-04-2919, «Марка» 69A, коричнево-вишнёвая | 1993-04-2919, «Марка» 69AUV, коричнево-вишнёвая                           | —                                                 | —                                                 | —                                                 |
| № 23. 100 р., Ю. Н. Арцименев, Московский Кремль                                        | 1992-05-264, «Марка» 21, зелёная             | 1992-12-2515, «Марка» 21A, зелёная            | 1992-12-2515, «Марка» 21AUV, зелёная                                      | —                                                 | —                                                 | —                                                 |
| № 24. 150 р., В. Э. Коваль, Золотые ворота во Владимире                                 | 1993-12-3027, «Марка» 138, голубая           | 1994-03-0328, «Марка» 138A, голубая           | 1994-03-0328, «Марка» 138AUV, голубая                                     | —                                                 | —                                                 | —                                                 |
| № 25. 250 р., Ю. Н. Арцименев, Церковь Покрова на Нерли во Владимирской области         | —                                            | 1994-03-0328, «Марка» 61B, зелёная            | 1994-03-0328, «Марка» 61BUV, зелёная                                      | 1992-12-2515, «Марка» 61, зелёная                 | 1993-06-2924, «Марка» 61A, зелёная                | 1993-06-2924, «Марка» 61AUV, зелёная              |
| № 26. 300 р., В. Э. Коваль, Памятник Минину и Пожарскому в Москве                       | 1993-12-3027, «Марка» 139, тёмно-красная     | 1994-03-0328, «Марка» 139A, красно-коричневая | 1994-03-0328, «Марка» 139AUV, красно-коричневая                           | —                                                 | —                                                 | —                                                 |
| № 27. 500 р., Ю. Н. Арцименев, Главное здание Московского государственного университета | —                                            | 1994-03-2429, «Марка» 62B, вишнёвая           | 1994-03-2429, «Марка» 62BUV, вишнёвая                                     | 1992-12-2515, «Марка» 62, вишнёвая                | 1993-06-2924, «Марка» 62A, вишнёвая               | —                                                 |
| 16 марок второй группы                                                                  |                                              |                                               |                                                                           |                                                   |                                                   |                                                   |
| № 28. 750 р., М. Ларюшина, Российская государственная библиотека, Москва                | 1995-02-2131, «Марка» 199, зелёная           | 1995-03-0632, «Марка» 199A, зелёная           | 1995-03-0632, «Марка» 199AUV, зелёная 1995-03-0632, «Марка» 199V, зелёная | —                                                 | —                                                 | —                                                 |
| № 29. 1000 р., А. М. Московец, Петропавловская крепость, Санкт-Петербург                | 1995-02-2131, «Марка» 195, серо-синяя        | 1995-01-2630, «Марка» 195A, серо-синяя        | 1995-01-2630, «Марка» 195AUV, серо-синяя                                  | —                                                 | —                                                 | —                                                 |
| № 30. 1500 р., А. И. Шмидштейн, Пушкинский музей, Москва                                | 1995-02-2131, «Марка» 200, сине-зелёная      | 1995-03-0632, «Марка» 200A, сине-зелёная      | 1995-03-0632, «Марка» 200AUV, сине-зелёная                                | —                                                 | —                                                 | —                                                 |
| № 31. 2500 р., А. М. Московец, Главное адмиралтейство, Санкт-Петербург                  | 1995-02-2131, «Марка» 201, оливковая         | 1995-03-0632, «Марка» 201A, оливковая         | 1995-03-0632, «Марка» 201AUV, оливковая                                   | —                                                 | —                                                 | —                                                 |
| № 32. 5000 р., А. И. Шмидштейн, Большой театр, Москва                                   | 1995-02-2131, «Марка» 202, голубая           | 1995-03-0632, «Марка» 202A, голубая           | 1995-03-0632, «Марка» 202AUV, голубая                                     | —                                                 | —                                                 | —                                                 |

## Рисунки марок
Все 23 рисунка марок первой стандартной серии можно расположить в форме одной таблицы. Марки расположены в порядке их выхода в обращение. На рисунках изображены объекты культурного всемирного и российского наследия.
Каждая строка таблицы состоит из одной или двух марок одного рисунка. Заголовок строк содержит следующую информацию:
- номер рисунка марки в порядке возрастания;
- номинал марки или два номинала марок одного рисунка;
- имя художника марки: Ю. Н. Арцименев, В. Э. Коваль, М. Ларюшина, А. М. Московец, А. И. Шмидштейн;
- название рисунка марка.

Образцы марок расположены в ячейках таблицы и состоят из следующих данных:
- копия марки (если есть);
- дата выпуска марки;
- номер выпуска в виде верхнего индекса у даты;
- номер АО «Марка» марки в каталоге;
- цвет марки по каталогу.

| № п/п. Номинал, художник, рисунок                                                          | Марка (марки)                                                                          | Фотография (фотографии)                             | Фотография (фотографии)                                    | Примечание                                                    |
| № 1. 20 к., 50 к., В. Э. Коваль, Георгий Победоносец                                       | 1992-02-261, «Марка» 6, красная 1992-08-1810, «Марка» 42, сине-серая                   | Чудо Георгия о змие, фреска XII века, Старая Ладога | Георгий Победоносец, скульптура XV века, Ростовский Кремль | Щит с фигурой всадника, поражающего змия — часть герба России |
| № 2. 30 к., 80 к., В. Э. Коваль, монумент «Тысячелетие России»                             | 1992-02-261, «Марка» 7, чёрная 1992-08-1810, «Марка» 43, тёмно-вишнёвая                |                                                     |                                                            | Объект всемирного наследия                                    |
| № 3. 10 к., 150 р., В. Э. Коваль, Золотые ворота во Владимире                              | 1992-04-202, «Марка» 12, жёлто-коричневая 1993-12-3027, «Марка» 138, голубая           |                                                     |                                                            | Объект всемирного наследия                                    |
| № 4. 60 к., 300 р., В. Э. Коваль, Памятник Минину и Пожарскому в Москве                    | 1992-04-202, «Марка» 13, зелёная 1993-12-3027, «Марка» 139, тёмно-красная              |                                                     |                                                            | Объект всемирного наследия                                    |
| № 5. 2 р., В. Э. Коваль, Храм Василия Блаженного в Москве                                  | 1992-04-202, «Марка» 14, синяя                                                         | \|                                                  | \|                                                         | Объект всемирного наследия                                    |
| № 6. 10 р., В. Э. Коваль, Исаакиевский собор в Санкт-Петербурге                            | 1992-05-264, «Марка» 19, синяя                                                         |                                                     |                                                            | Объект культурного наследия России федерального значения      |
| № 7. 25 р., 75 р., Ю. Н. Арцименев, Памятник Юрию Долгорукому в Москве                     | 1992-05-264, «Марка» 20, пурпурно-лиловая 1993-01-2516, «Марка» 69, тёмно-вишнёвая     |                                                     |                                                            | Объект культурного наследия России федерального значения      |
| № 8. 100 р., Ю. Н. Арцименев, Московский Кремль                                            | 1992-05-264, «Марка» 21, зелёная                                                       |                                                     |                                                            | Объект всемирного наследия                                    |
| № 9. 1 р., 4 р., В. Э. Коваль, Музей-заповедник «Кижи» в Карелии. Кижский погост           | 1992-06-256, «Марка» 32, жёлто-оливковая 1993-06-0423, «Марка» 94A, вишнёво-коричневая |                                                     |                                                            | Объект всемирного наследия                                    |
| № 10. 1,5 р., 6 р., В. Э. Коваль, Медный всадник в Санкт-Петербурге                        | 1992-06-256, «Марка» 33, зелёно-оливковая 1993-06-0423, «Марка» 95A, синяя             |                                                     |                                                            | Объект культурного наследия России федерального значения      |
| № 11. 5 р., Ю. Н. Арцименев, Особняк Арсения Морозова в Москве                             | 1992-06-256, «Марка» 34, серо-зелёная                                                  |                                                     |                                                            | Объект культурного наследия России федерального значения      |
| № 12. 55 к., 25 к., В. Э. Коваль, Триумфальные ворота в Москве                             | 1992-08-119, «Марка» 41, сине-серая 1992-09-1012, «Марка» 48, светло-коричневая        |                                                     |                                                            | Объект культурного наследия России федерального значения      |
| № 13. 15 к., Ю. Н. Арцименев, Псковский Кремль                                             | 1992-09-1012, «Марка» 47, коричневая                                                   |                                                     |                                                            | Объект культурного наследия России федерального значения      |
| № 14. 3 р., В. Э. Коваль, Третьяковская галерея в Москве                                   | 1992-09-1012, «Марка» 49, коричнево-красная                                            |                                                     |                                                            | Объект культурного наследия России федерального значения      |
| № 15. 15 р., Ю. Н. Арцименев, «Конь с идущим юношей» на Аничковом мосту в Санкт-Петербурге | 1992-12-2515, «Марка» 59, коричневая 1993-01-2516, «Марка» 68, тёмно-синяя             |                                                     |                                                            | Объект культурного наследия России федерального значения      |
| № 16. 50 р., Ю. Н. Арцименев, Ростовский кремль в Ярославской области                      | 1992-12-2515, «Марка» 60, сине-фиолетовая                                              |                                                     |                                                            | Объект культурного наследия России федерального значения      |
| № 17. 250 р., Ю. Н. Арцименев, Церковь Покрова на Нерли во Владимирской области            | 1992-12-2515, «Марка» 61, зелёная                                                      |                                                     |                                                            | Объект всемирного наследия                                    |
| № 18. 500 р., Ю. Н. Арцименев, Главное здание Московского государственного университета    | 1992-12-2515, «Марка» 62, вишнёвая                                                     |                                                     |                                                            | Объект культурного наследия России федерального значения      |
| № 19. 1000 р., А. М. Московец, Петропавловская крепость, Санкт-Петербург                   | 1995-01-2630, «Марка» 195A, серо-синяя                                                 |                                                     |                                                            | Объект культурного наследия России федерального значения      |
| № 20. 750 р., М. Ларюшина, Российская государственная библиотека, Дом Пашкова, Москва      | 1995-02-2131, «Марка» 199, зелёная                                                     |                                                     |                                                            | Объект культурного наследия России федерального значения      |
| № 21. 1500 р., А. И. Шмидштейн, Пушкинский музей, Москва                                   | 1995-02-2131, «Марка» 200, сине-зелёная                                                |                                                     |                                                            | Объект культурного наследия России федерального значения      |
| № 22. 2500 р., А. М. Московец, Главное адмиралтейство, Санкт-Петербург                     | 1995-02-2131, «Марка» 201, оливковая                                                   |                                                     |                                                            | Объект культурного наследия России федерального значения      |
| № 23. 5000 р., А. И. Шмидштейн, Большой театр, Москва                                      | 1995-02-2131, «Марка» 202, голубая                                                     |                                                     |                                                            | Объект культурного наследия России федерального значения      |